# George Ord
George Ord (født 4. marts 1781, død 24. januar 1866) var en amerikansk zoolog med speciale i nordamerikansk ornitologi og mammologi. Ords artikel "Zoology of North America" (1815) som til dels var baseret på prøver indsamlet af Lewis og Clark i det indre Nordamerika, som blev offentliggjort i den anden amerikanske udgave af William Guthries Geographical, Historical, and Commercial Grammar (Johnson). og Warner), er blevet anerkendt som den "første systematiske zoologi i Amerika af en amerikaner".
Ord (1815) indeholdt de første videnskabelige beskrivelser af gaffelbuk (Antilocapra americana), grizzlybjørn (Ursus arctos horribilis), musearten Microtus pennsylvanicus, skovrotten Neotoma cinerea, gråt egern (Sciurus carolinensis pennsylvanicus), egernet Urocitellus columbianus, præriehunden Cynomys ludovicianus, bonapartemåge (Chroicocephalus philadelphia), Ringnæbbet måge (Larus delawarensis), pibesvane (Cygnus columbianus) og vestamerikansk præriehøne (Tympanuchus Phasianellus columbianus ).
Ord er kendt for at betvivle John James Audubons værker.

## Tidligt liv
Ord blev født i Philadelphia. Hans far (som også hed George) var rebslager, og Ord deltog i familievirksomheden, som han fortsatte efter sin fars død i 1806.
Ord mødte Alexander Wilson i sommeren 1811 og ledsagede ham på to indsamlingsekspeditioner af hver fire ugers varighed til Cape May i New Jersey under forårets fugletræksæsoner i maj 1812 og maj 1813. Under turen i 1812 fangede Ord en fugl, som hverken han eller Wilson kunne identificere. Wilson tegnede Ords eksemplar og kaldte det "Cape May Warbler / Sylvia maritima " i bind 6 af American Ornithology (1812). Det var en brunkindet sanger (Setophaga tigrina) som var beskrevet tidligere af Gmelin i 1789, men den kaldes fortsat Cape May Warbler på engelsk.

## Akademisk liv
I 1815 blev Ord valgt til Academy of Natural Sciences of Philadelphia (ANSP), hvor han senere blev næstformand (1816-34) og formand (1851-58). Han blev medlem af American Philosophical Society i 1817 og fungerede senere som sekretær (1820-27), næstformand (1832-35), bestyrelsesmedlem (1839), kasserer (1842-47) og bibliotekar (1842-48).
I 1817 sluttede han sig til den "første private, museumssponserede udforskning i USA", da han, Thomas Say, Titian Ramsay Peale og William Maclure tog på en indsamlingsekspedition til Georgia og Florida sponsoreret af ANSP.
Ord som var tilhænger af videnskabelig peerreview, var ofte i ANSP-publikationskomitéer og gennemgik sine kollegers arbejde. Han var bedømte tre indflydelsesrige artikler forfattet af Charles Lucien Bonaparte i 1824 og 1825, som omfattede de originale taksonomiske beskrivelser af Wilson stormsvale (Procellaria Wilsonii) i 1824, og gråbrystet kratskade (Aphelocoma ultramarina) og gulvinget pungstær ( Cassiculus melanicterus) i 1825. I 1829 trak han sig tilbage fra rebslagervirksomheden for at afsætte mere tid til videnskabeligt arbejde.
Ord skrev peer-reviewede artikler om en lang række emner, herunder fjerfældning, parringsadfærden hos skildpaddearten Terrapene carolina carolina og taksonomien for floridakratskade (Aphelocoma coerulescens). Hans udgivelse ""An account of an American species of the genus Tantalus or Ibis" (1817) var den første beretning om sort Iibis (Plegadis falcinellus) i USA, som bemærket af Bonaparte i hans kvasi-fortsættelse af Wilsons American Ornithology (1833).
Ord var en verbal modstander af John James Audubon.
Han skrev også biografiske erindringer om Charles Alexandre Lesueur, udgivet i 1849, og Thomas Say, udgivet i 1859, som har været værdifulde kilder til information for moderne forskere.

## Død og begravelse
Ord døde den 23. januar 1866 og er begravet på et familiegravsted på Gloria Dei kirkegård i Philadelphia.

## Udgivne værker
- Ord, G. 1817. Account of a North American quadruped, supposed to belong to the genus Ovis. Journal of the Academy of Natural Sciences of Philadelphia 1(1), 8–12.
- Ord, G. 1817. An account of an American species of the genus Tantalus or Ibis. Journal of the Academy of Natural Sciences of Philadelphia 1(4), 53–57. (BHL-link)
- Ord, G. 1818. Observations on two species of the genus Gracula of Latham. Journal of the Academy of Natural Sciences of Philadelphia 1(7), 253–260. (19. maj 1818) (BHL-link)
- Ord, G. 1818. An account of the Florida Jay of Bartram. Journal of the Academy of Natural Sciences of Philadelphia 1(7), 345–347. (26. maj 1818) (BHL-link)
- Ord, G. 1830. Some observations on the moulting of birds. Transactions of the American Philosophical Society new series 3, 292–299. (7. marts 1828) (BHL-link)